# Klostergut Alach

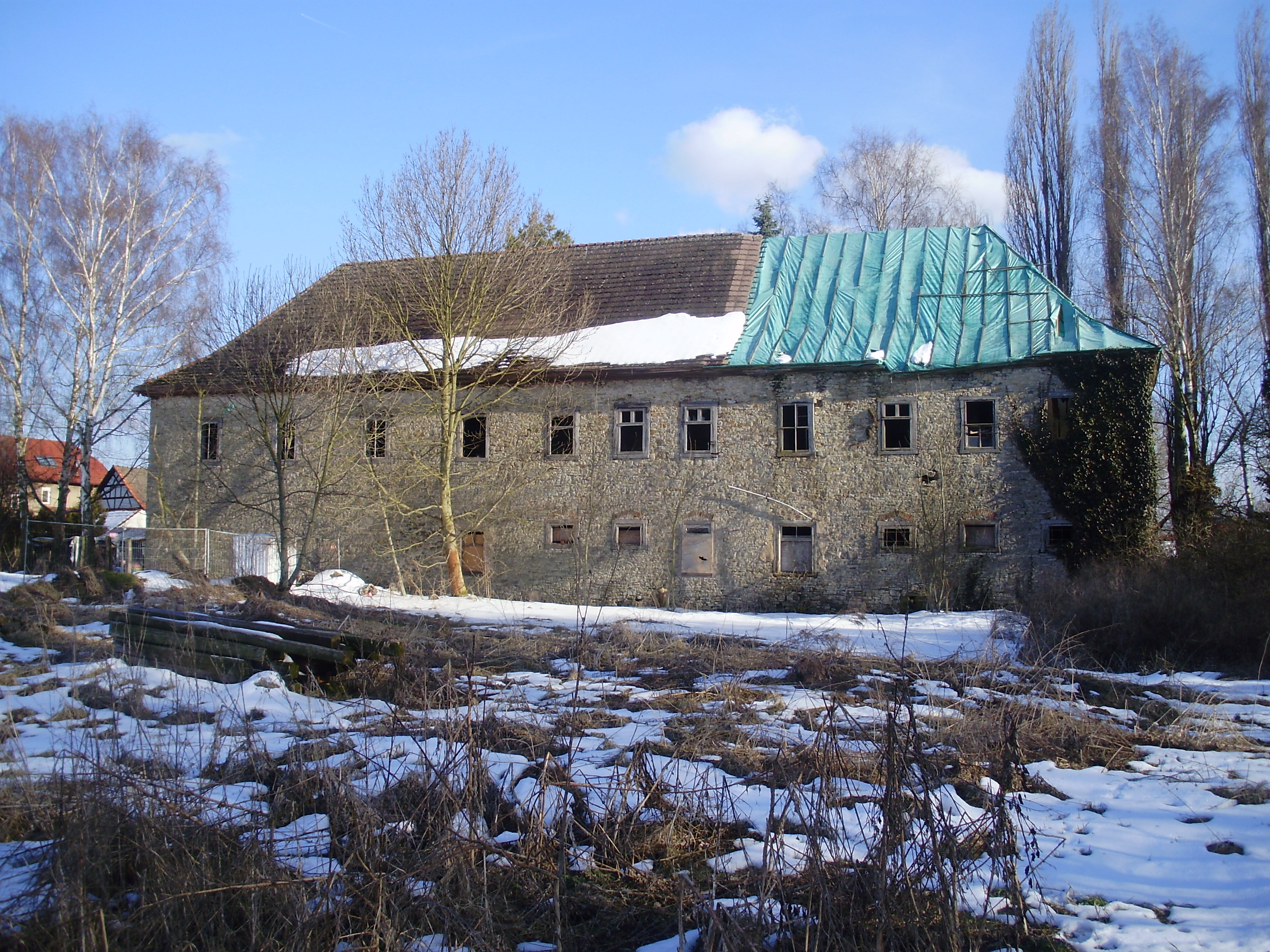
Nordansicht 2013

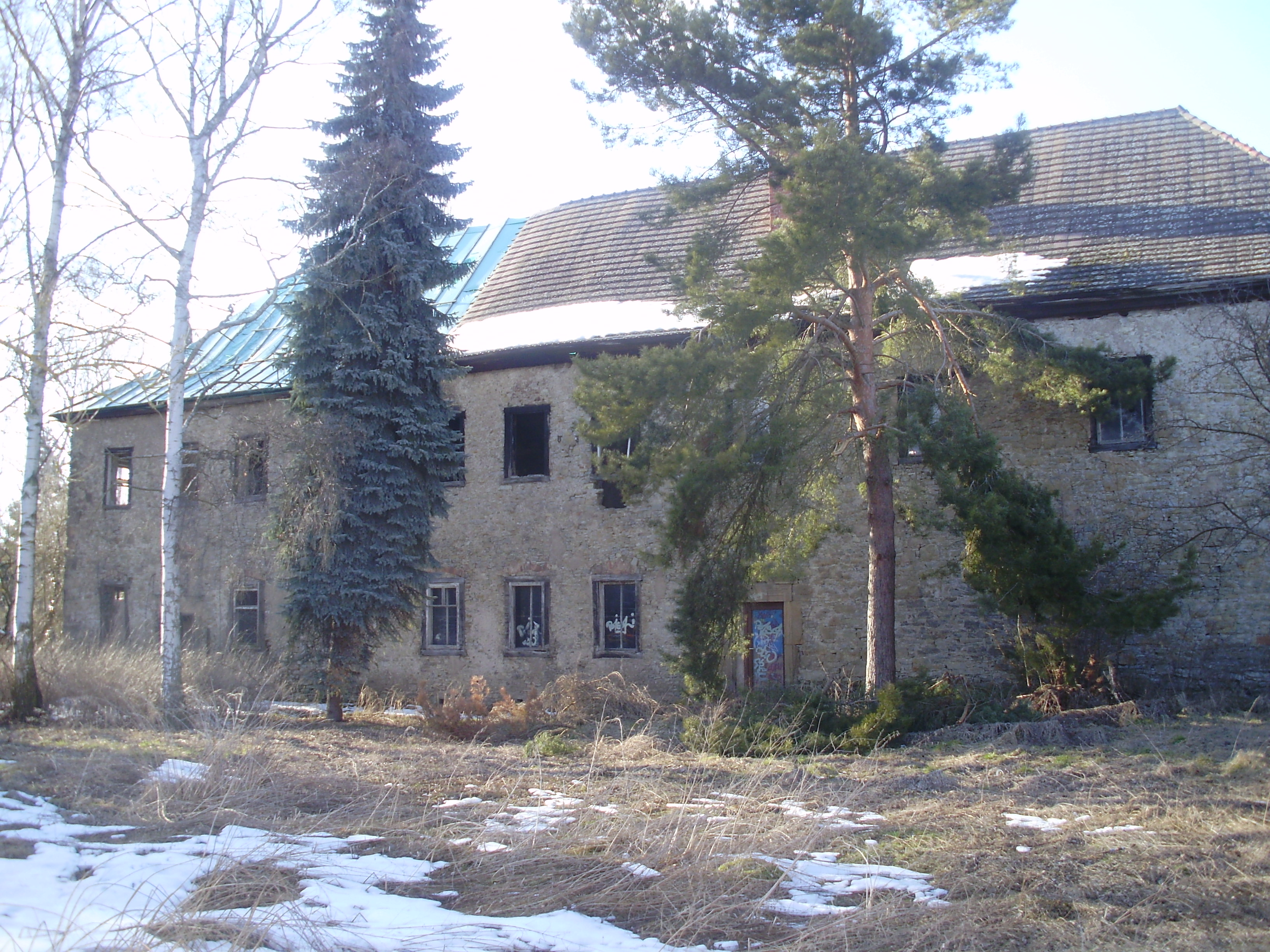
Südansicht

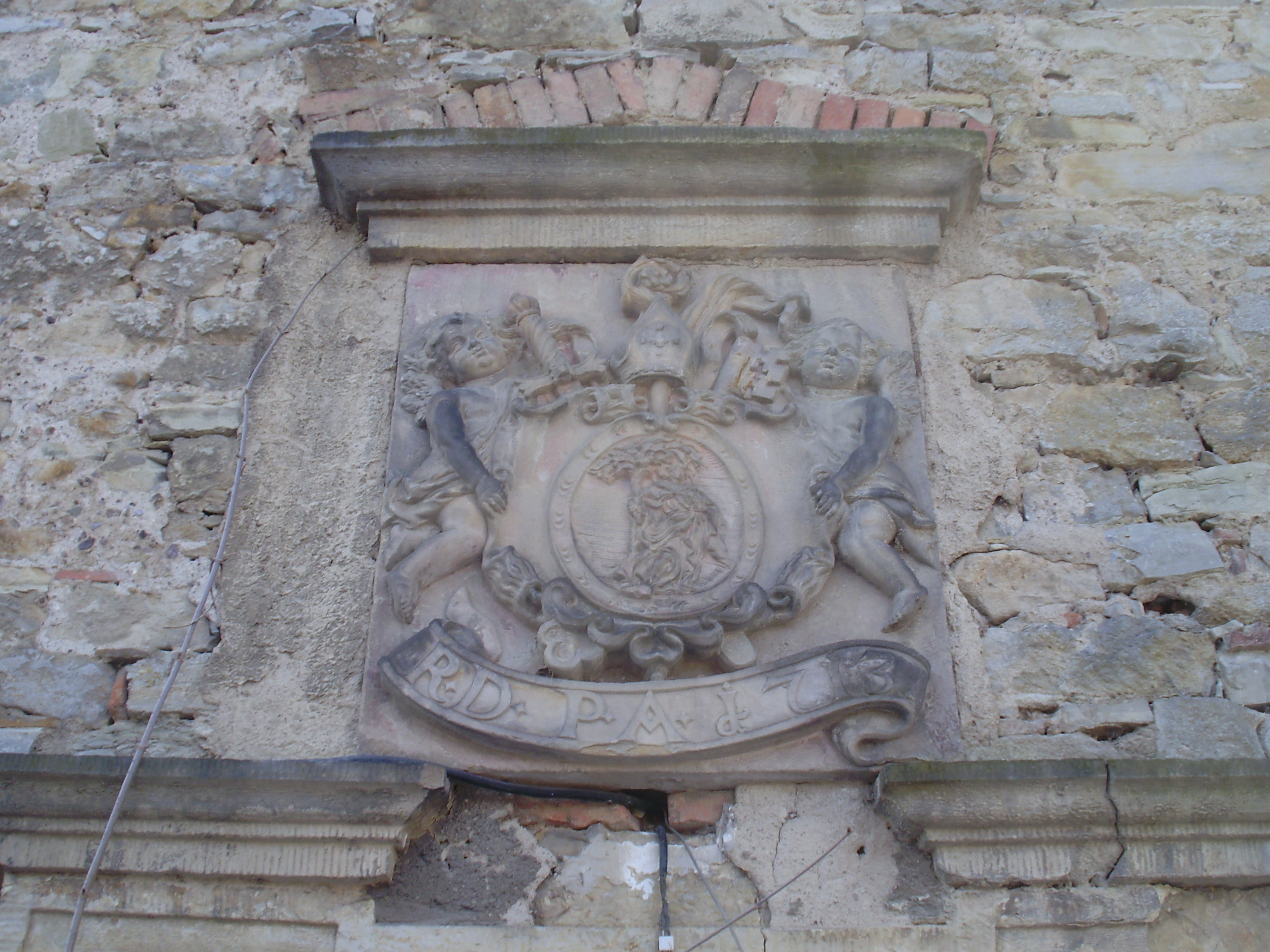
Wappen 1713

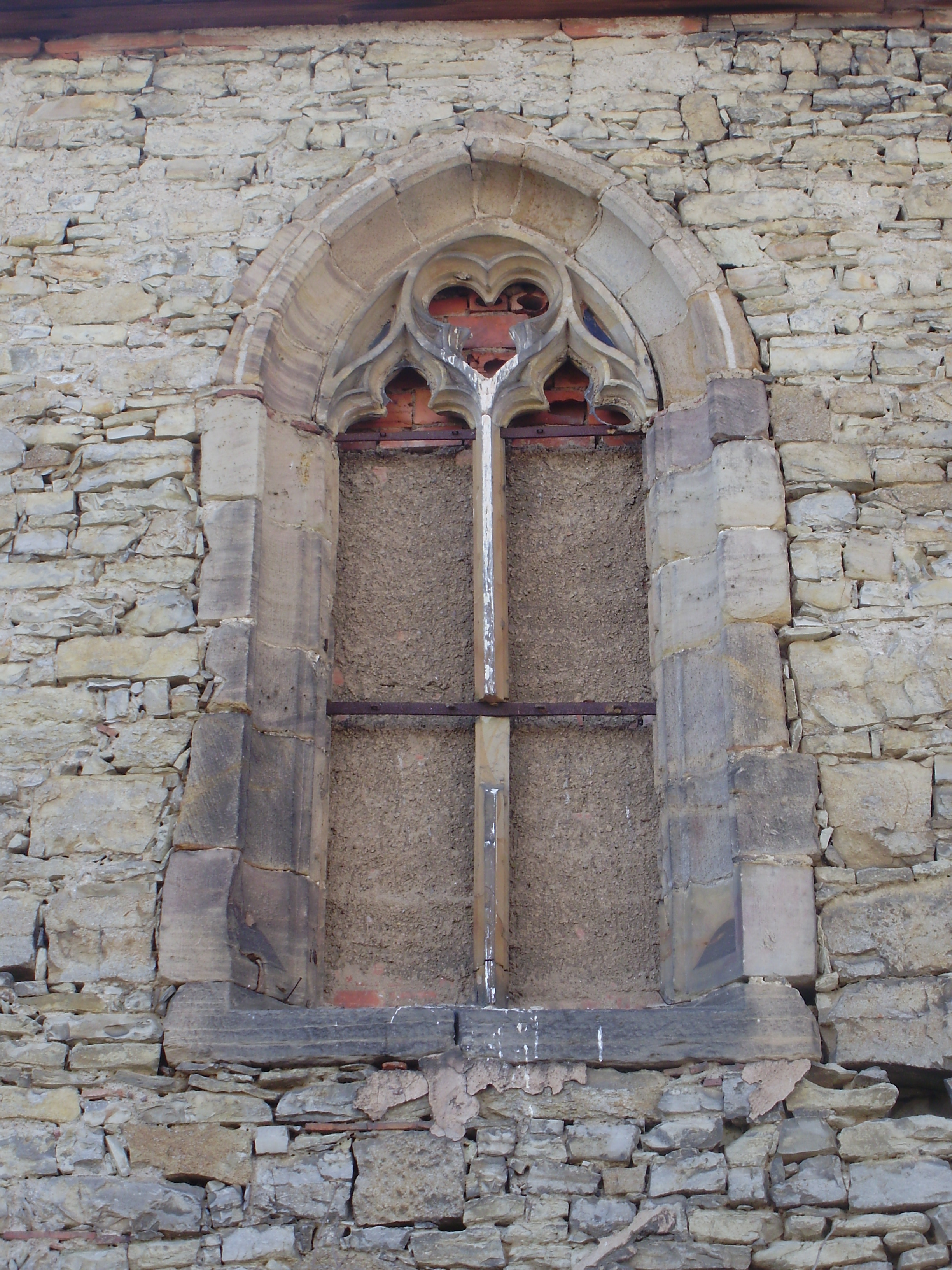
Kapellenfenster an der Ostseite

Das Klostergut Alach, Mönchsgasse 5, war ein 1104 erstmals erwähntes Klostergut in Alach bei Erfurt. Es gehörte bis 1803 dem Peterskloster Erfurt. Das erhaltene Herrenhaus beinhaltete eine Kapelle, ist als Kulturdenkmal ausgewiesen, steht leer und ist akut vom Verfall bedroht. 2023 wurde es teilweise abgerissen.

## Geschichte
Das Gut gehörte nach einer Besitzurkunde von 1104 dem Benediktinerkloster St. Peter und Paul in Erfurt und hatte eine Fläche von ca. 400 ha. In der zweiten Hälfte des 14. Jahrhunderts verpfändete das Kloster einen Großteil seiner Ländereien in Alach teils an die Stadt Erfurt, teils an die Patrizierfamilie von der Sachsen, die wiederum ihre Hälfte 200 Jahre später komplett an die Stadt Erfurt veräußerte. Dennoch blieb dem Kloster hier ein großes Stück Landbesitz, das vom Klosterhof aus versorgt wurde.
1482 wurde ein älteres Herrenhaus erwähnt, das in der Zeit durch den bestehenden Bau ersetzt wurde. Es handelt sich um einen rechteckigen, zweigeschossigen Bruchsteinbau mit Walmdach. Im östlichen Teil ist eine über beide Geschosse gehende, der Jungfrau Maria gewidmete Kapelle eingebaut, die durch hohe gotische, spitzbogige Maßwerkfenster belichtet wurde. Dort fanden neben Gottesdiensten, Taufen und Trauungen auch Wallfahrten statt. Alljährlich gab es ein sogenannte Abtessen, welches durch die neuen Amtsträger und Gemeindevorsteher der Gemeinde für den Abt samt Gefolge hier serviert wurde. Bis zum 23. März 1803 besaß das Peterskloster ein Visitationsrecht über die St.-Ulrichs-Kirche, so dass der jeweilige Abt des Petersklosters die Pfarrer des Dorfes Alach einsetzte.
Nachdem die Bauten 1664 bei einer Belagerung des Kurfürsten Johann Philipp von Schönborn erheblichen Schaden genommen hatten, wurden sie anschließend instand gesetzt und um einen Kornspeicher und 1698 durch Nicolaus de Gouverneur (Abt 1682–1705) um ein weiteres Gutsgebäude erweitert. 1713 wurde das bestehende Herrenhaus durch Placidus Casselmann (Abt 1705–1737) als Wohnhaus für die Pächterfamilien umgebaut. Die St.-Marien-Kapelle wurde 1715 mit einer Orgel des Erfurter Orgelbauers Johann Georg Schröter ausgestattet.
Am 23. März 1803 wurde das Klostergut wie auch das Peterskloster säkularisiert. Das Gut wurde 1822 von der preußischen Regierung an einen Privatmann verkauft. Ein von der 1864 abgebrannten Scheune stammendes Abtwappen von 1698 wurde 1923 über der Eingangstür der Kapelle angebracht. Die Kapelle wurde von 1803 bis 1948 zu Lagerzwecken genutzt. Erst nach dem Zweiten Weltkrieg, als aus den deutschen Ostgebieten Hunderte von katholischen Heimatvertriebenen auch in Alach sesshaft wurden, kamen Überlegungen auf, die alte Kapelle wieder gemäß ihrer ursprünglichen Bestimmung zu nutzen.
Ostern 1950 wurde die Kapelle als katholische Kirche für Alach durch den Generalvikar der Diözese Fulda mit Sitz in Erfurt, Joseph Freusberg, wieder eingeweiht. In den darauffolgenden Jahren investierte die Kirche viel Geld und Arbeit, um das Klostergut nicht verfallen zu lassen.  
1994 wurde der Gemeinde gekündigt und das Haus an Privatleute verkauft. Am Heiligen Abend des Jahres fand der letzte Gottesdienst statt. Im März 2023 wurde das Kulturdenkmal teilweise abgerissen.